# The Candidate for Mayor
The Candidate for Mayor è un cortometraggio muto del 1914. Il nome del regista non viene riportato nei credit del film basato su un soggetto di Will M. Ritchey.

## Produzione
Il film fu prodotto dalla Lubin Manufacturing Company.

## Distribuzione
Distribuito dalla General Film Company, il film - un cortometraggio un due bobine - uscì nelle sale cinematografiche USA il 25 giugno 1914.